# ロバート・ニスベット・ベイン
ロバート・ニスベット・ベイン (英語: Robert Nisbet Bain、1854年 - 1909年）はイギリスの歴史家・言語学者。

## 略歴
大英博物館に勤めながら20種類の言語を使いこなし、英語から他言語への翻訳とともに、他国の文化や民話を研究し英語圏に紹介した。ブリタニカ百科事典への寄稿も多く、記事はデンマーク人の法学者アンドルー・アーゲセンから、貴族で政治家のアレクサンデル・ヴィエロポルスキまで様々である。
彼は当初、ヨーカイ・モールの作品をドイツ語で読み、原語で読むためにハンガリー語を学んだ。フィンランド語、デンマーク語、ロシア語の作品を英訳し、またハンガリー語経由でトルコ文学の翻訳にも力を入れた。19世紀のハンガリー語から英語への翻訳の分野では彼がもっとも多作である。
広くヨーロッパ圏に関する文学やヨーロッパの文学についての書籍を出版し、遅く結婚して早世し、ロンドンのブルックウッド墓地に埋葬された。

## 著述

### 著書
- Gustavus III. and his contemporaries 1746-1792. 2 Bände. London: Kegan Paul, Trench, Trübner

『グスタフ3世とその治世: 1746年-1792年』。1894年。
- The daughter of Peter the Great. A history of Russian diplomacy. Westminster: Archibald Constable,

『ピョートル大帝の息女: ロシア外交史』。1899年。
- Peter III. Emperor of Russian. The story of a crisis and a crime. London: Archibald Constable

『ロシア皇帝ピョートル3世: 危機及び犯罪の物語』。1902年。
- Biography of Leo Tolstoy

『レオ・トルストイ伝』。1903年。
- Scandinavia. A political history of Denmark, Norway and Sweden from 1513 to 1900. Cambridge: University Press

『スカンジナビア半島: 1513年から1900年のデンマーク、ノルウェー、スウェーデン政治史』。1905年。
- The First Romanovs. A History of Moscovite Civilisation and the Rise of Modern Russia Under Peter the Great and His Forerunners.  1905.  Reprint, New York:  Russell & Russell, 1967.

『初代ロマノフ家: モスクワ文明史及びピョートル大帝下における近代ロシアの台頭とその祖先』。1905年。1967年再販。
- Slavonic Europe: A Political History of Poland and Russia from 1447 to 1796, Cambridge University Press

スラブ・ヨーロッパ『1447年から1796年までのポーランドとロシアの政治史』。1908年。
- The last King of Poland and his contemporaries. London: Methuen, 1909年。

『最後のポーランド王とその治世』
- Charles XII and the Collapse of the Swedish Empire 1682-1719, NA Kessinger Pub. Co.  ISBN 1-4326-1903-9

『スウェーデン王国カール12世とその崩壊』。2006年。

### 翻訳書
- 『ロシアの昔話』。1892年
- 『コサックの昔話と民話』。1894年
- 『トルコの昔話と民話』。1896年
- 『トルストイの物語』。1901年
- 『ゴーキーの物語』。1902年

翻訳（オンライン）
- ヨーカイ・モール作品
  - 『ハンガリー大公』、1899年 - Egy Magyar Nábob, 1850年[5]
  - 『怒りの日』
  - 『不毛の富豪』
- ヨナス・リー作品
  - 『北海の不思議な物語』[6]